# Ardeotis
Az Ardeotis a madarak (Aves) osztályának túzokalakúak (Otidiformes) rendjébe és a túzokfélék (Otitidae) családjába tartozó nem.

## Rendszerezésük
A nemet Jean Emmanuel Maurice Le Maout francia természettudós írta le 1853-ban, az alábbi fajok tartoznak ide:
- arab túzok (Ardeotis arabs)
- óriástúzok (Ardeotis kori)
- indiai túzok (Ardeotis nigriceps)
- golyvás túzok (Ardeotis australis)